# Campo Argentino de Polo

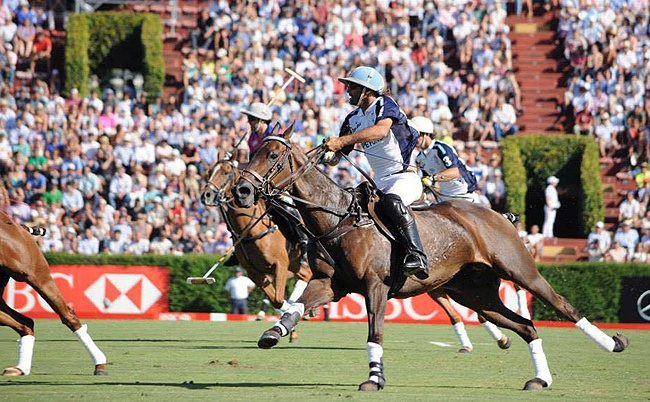
«La Catedral del Polo».

El Campo Argentino de Polo, conocido internacionalmente como la Catedral del Polo de Palermo, es un estadio ubicado en la Ciudad de Buenos Aires, Argentina, en el que se disputan anualmente los principales certámenes organizados por la Asociación Argentina de Polo. Pertenece a la Dirección de Remonta y Veterinaria del Ejército Argentino.
La máxima celebración del polo mundial tiene cita en los meses de noviembre y diciembre en la "Catedral", en los que se disputa el Campeonato Argentino Abierto de Polo, que reúne a los mejores jugadores del mundo. 
En los meses de marzo y abril, también es el escenario de la tradicional Copa República Argentina y de la Serie Internacional por la Copa de las Naciones.
Durante las temporadas de otoño y primavera, también se juegan los encuentros decisivos de los torneos organizados por la AAP.

## Otros eventos
Desde la década de 2010, el Campo Argentino de Polo comenzó a albergar fuera de la temporada de polo, otros eventos, generalmente recitales musicales. Algunos recitales realizados en el campo fueron:
- No te va gustar (03/2001)
- Shakira - Tour Anfibio (05/2000)
- Phil Collins - Not Dead Yet Tour (20/03/2018)
- Ricardo Arjona (05/10/2018)
- Ed Sheeran (23/02/2019)[3]
- Paul McCartney (23/03/2019)
- Luis Miguel (02/03/2019)
- Yolo Aventuras Gira 2019 (16/10/2019)
- Metallica (30/04/2022)
- Backstreet Boys (07/03/2020)
- Soda Stereo (18/12/2021) y (19/12/2021)
- Maroon 5 (08/04/2022)
- Kiss (23/04/2022)
- Dua Lipa (13/09/2022) y (14/09/2022)
- TINI (22/12/2022) y (23/12/2022)
- Imagine Dragons (09/03/2023)
- Babasonicos (16/12/2023)
- Shakira - Las Mujeres Ya No Lloran World Tour (07/03/2025)